# Représentation conjuguée
Pour les articles homonymes, voir Conjugaison (homonymie).
En algèbre, si ρ est une représentation de groupe ou une représentation d'algèbre de Lie sur un espace vectoriel complexe V, on définit sa représentation conjuguée ρ sur le conjugué V de V.
- Si ρ est une représentation d'un groupe G, alors ρ est la représentation de G définie par :pour tout élément g de G, ρ(g) est l'application linéaire conjuguée de ρ(g). Pour une représentation unitaire, la représentation conjuguée est équivalente à la représentation duale.
- De même, si ρ est une représentation d'une algèbre de Lie réelle {\displaystyle {\mathfrak {g}}}, alors ρ est la représentation de {\displaystyle {\mathfrak {g}}} définie par :pour tout élément u de {\displaystyle {\mathfrak {g}}}, ρ(u) est l'application linéaire conjuguée de ρ(u)[1].Si {\displaystyle {\mathfrak {g}}} est une algèbre de Lie (complexe) involutive (i.e. munie d'une involution * compatible avec le crochet de Lie), alorspour tout élément u de {\displaystyle {\mathfrak {g}}}, ρ(u) est le conjugué de -ρ(u*).